# Gwałt symboliczny
Gwałt symboliczny – pojęcie odnoszące się do sytuacji narzucania siłą jednostce lub społeczeństwu norm i wartości niezgodnych z ich systemem aksjonormatywnym.
Do gwałtu symbolicznego dochodzi zazwyczaj, gdy kultura dominująca próbuje wyrugować ze społeczeństwa konkurencyjne systemy wartości, np. poprzez deprecjację tradycyjnych zwyczajów w przypadku społeczeństwa nowoczesnego. Gwałt symboliczny może zachodzić także podczas zderzenia kulturowego w wyniku czego wartości jednej kultury przenikają do drugiej i zmuszają tradycjonalistów do ich przyjmowania. Często tego typu zjawisko zachodzi w sytuacji podboju. Przykładem tutaj może być rusyfikacja części polskiego społeczeństwa znajdującego się w XIX wieku w zaborze rosyjskim.

## Wybrane piśmiennictwo
- Eugeniusz Wilk (red.) Przemoc ikoniczna czy „nowa widzialność”?, Katowice 2001, ISBN 83-226-1075-0
- Agnieszka Ogonowska Przemoc ikoniczna Zarys wykładu, Kraków 2004, Wyd. Naukowe Akademii Pedagogicznej, ISBN 83-7271-261-1
- Hanna Mamzer (red.) Formy przemocy w kulturze współczesnej, Poznań 2006, Wydawnictwo Naukowe UAM.